# Shmouel Sackett
Pour les articles homonymes, voir Sackett.
Shmouel (Seth) Sackett est un leader sioniste religieux. Il est le cofondateur avec Moshé Feiglin du mouvement Zo Artzeinu (c'est notre Terre/Patrie), puis du mouvement Manhigut Yehudit ("Leadership Juif") en Israël. Pendant les années 1990, Zo Artzeinu s'est farouchement opposé aux accords d'Oslo par le biais de la désobéissance civile.

## Études
Sackett est né aux États-Unis et a étudié au Touro College de New York. Il étudia aussi bien les textes talmudiques que les sujets académiques classiques. Il s'investit dans un mouvement éducatif de jeunesse juive à destination des juifs non-pratiquants, faisant revenir certains d'entre eux vers la pratique de la Torah.

## Wall Street
Il a travaillé à Wall Street plusieurs années avant de faire son alya et s'installa en Cisjordanie, territoire palestinien occupé, en 1990.

## Israël
Sackett fut membre de la Jewish Defense League dans les années 1970 et fut un élève assidu de Meir Kahane, leader du parti Kach. Il le suivit en Israël où il rejoignit le Kach, et plus tard le mouvement Kahane Chai.
Il cofonde avec Moshe Feiglin en 1993  Zo Artzeinu (Ceci est notre terre) « une coalition de sionistes religieux qui considéraient les accords d'Oslo comme une violation de la loi juive et du sens politique». Feiglin est condamné à six mois de prison pour sédition à la suite d'actes de désobéissance civile contre l'autorité du premier ministre Yitzhak Rabin.
Shmuel Sackett fonde toujours avec Moshe Feiglin  la faction de la Direction juive du Likoud ( Manhigut Yehudit ) dans la deuxième moitié des années 1990 ; le candidat au poste de vice-président de la Knesset promu par cette faction, Moshe Feiglin , incite les autorités israéliennes à « concentrer la population civile de Gaza dans des « camps de tentes » jusqu'à ce qu'elle puisse être relocalisée de force» .
Sackett fut un proche ami du fils de Meir Kahane, Binyamin Ze'ev Kahane ; il se trouva en désaccord avec ses positions tactiques. Sackett et Feiglin partageaient certains des buts de Meir Kahane, comme l'expulsion des Arabes, mais insistaient pour atteindre ces buts par la non-violence. Ce qui les distinguaient du Kahanisme traditionnel, qui a longtemps été associé à un militantisme et une acceptation tacite, quand ce n'était pas un encouragement, de la violence.
S. Sackette travaille au sein de cette faction de la Direction juive du Likoud ( Manhigut Yehudit )en tant que directeur international. Il partage son temps entre Woodmere, New York, et Karnei Shomron, une colonie de Cisjordanie, dans laquelle habite également Moshé Feiglin.